# H'ART Museum

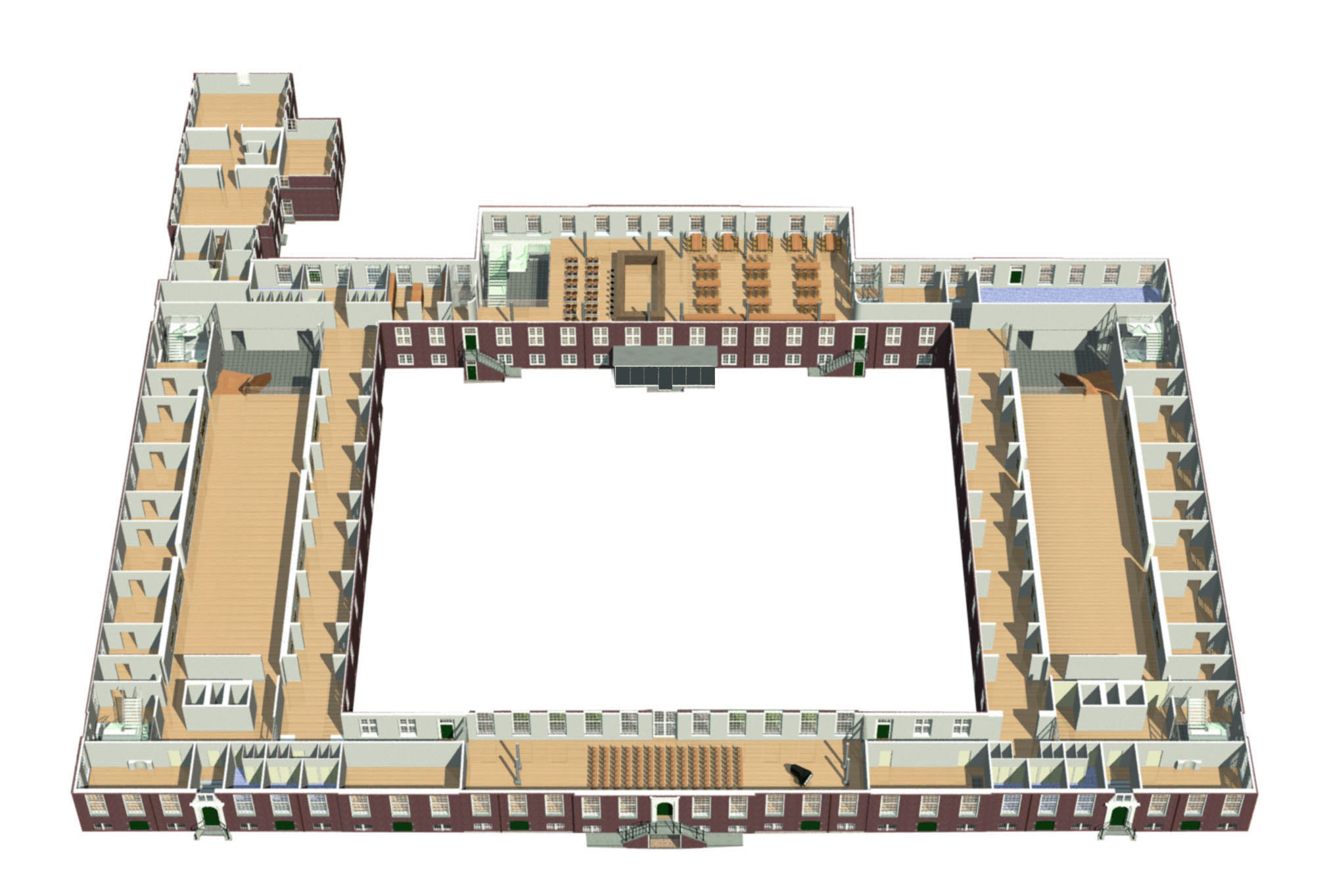
Plattegrond van het H'ART Museum

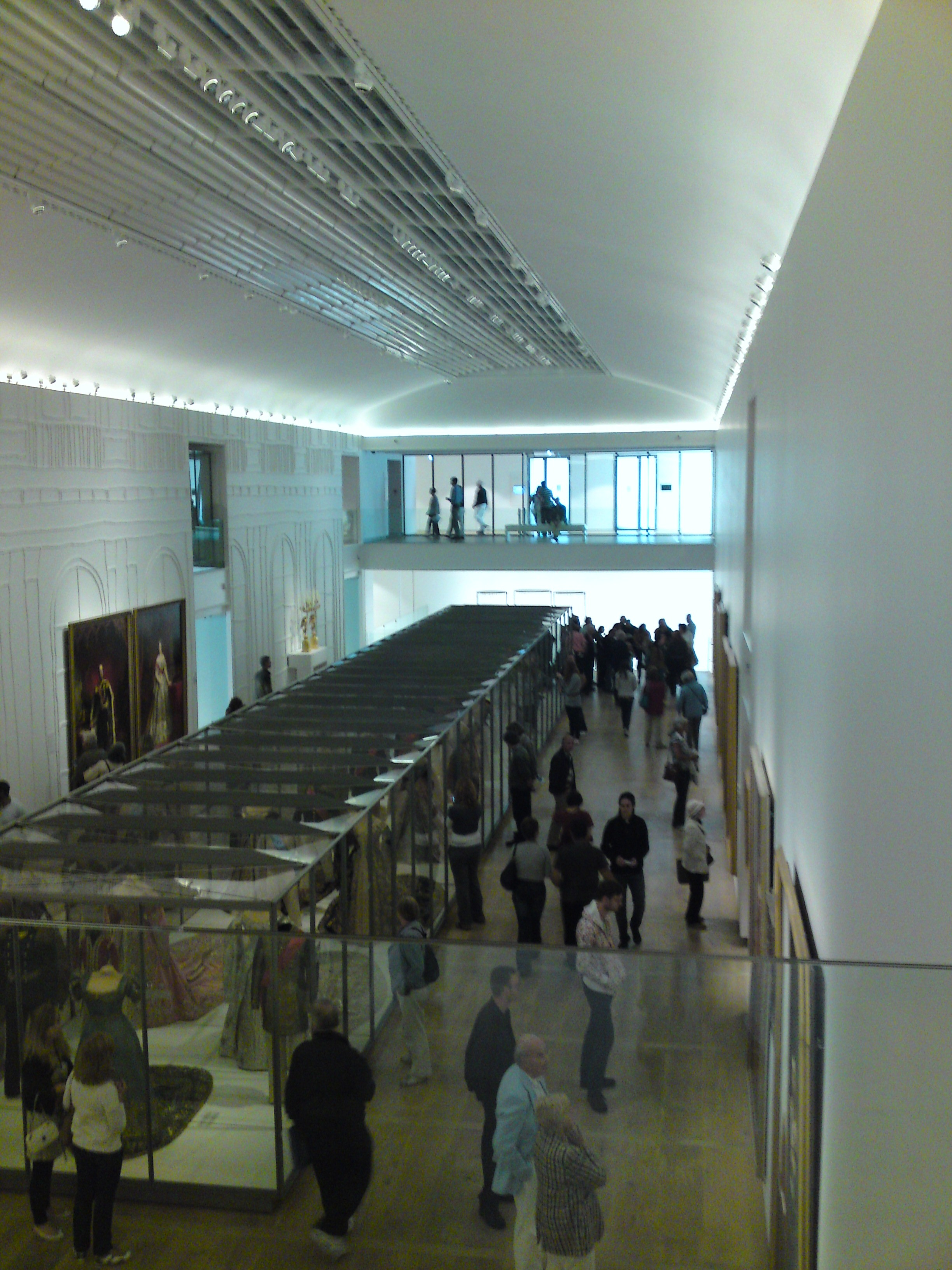
Keizersvleugel tijdens tentoonstelling in 2009 (aan de kant van de Nieuwe Keizersgracht)

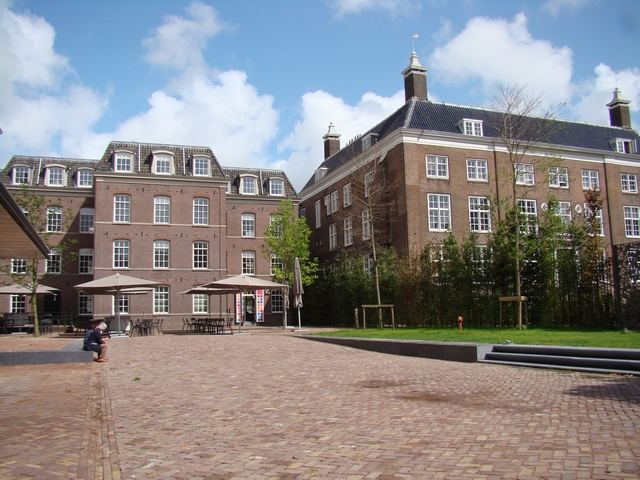
Aan de achterzijde van het gebouw: links het H'ART Museum voor Kinderen, rechts Het Corvershof

Het H'ART Museum is een Nederlands particulier kunstmuseum aan de Amstel in Amsterdam-Centrum, waar wisselende tentoonstellingen te zien zijn uit diverse museale collecties.
Tot 1 september 2023 heette dit museum Hermitage Amsterdam. Er was tot in 2022 altijd een tentoonstelling uit de collectie van de Hermitage (Sint-Petersburg), met ruim drie miljoen objecten een van 's werelds grootste musea. Daarnaast zijn, uit de collectie van het Amsterdam Museum, beroemde 17e-eeuwse Hollandse groepsportretten uit de Nederlandse Gouden Eeuw te bekijken, in de tentoonstelling Groepsportretten van de 17e eeuw. Sinds 2016 organiseert ook het in Haarlem gevestigde Museum van de Geest wisselexposities van outsider art in de Outsider Art Gallery van het museum.  
Het museum is begonnen als een dependance van de Hermitage in Sint-Petersburg. Het werd in februari 2004 geopend, toen nog bescheiden van omvang en ondergebracht in een bijgebouw aan de Nieuwe Herengracht. In 2009 volgde de verhuizing naar het grote gebouw van de Amstelhof. Het werd op 19 juni 2009 officieel geopend door koningin Beatrix en de Russische president Dmitri Medvedev en op 20 juni opengesteld voor het publiek. Vanaf het begin werd de Hermitage druk bezocht. Al na ruim een jaar werd, op 15 augustus 2010, de miljoenste bezoeker geregistreerd, en in 2019, ook op 15 augustus, werd de vijfmiljoenste bezoeker verwelkomd.
Van 2004 tot 2011 was Ernst Veen directeur van de Hermitage. Daarna heeft Cathelijne Broers deze functie vervuld tot eind oktober 2020. Per 25 januari 2021 is Annabelle Birnie directeur.

## Naam
Eind juni 2023 werd bekendgemaakt dat het museum vanaf 1 september van dat jaar voortaan de naam H'ART Museum zou dragen en dat, in plaats van de Hermitage in Sint-Petersburg, relaties waren aangeknoopt met drie andere buitenlandse musea: het Centre Pompidou in Parijs, het British Museum in Londen en het Smithsonian American Art Museum in Washington.
Nadat een kortstondig conflict over de gekozen naam was opgelost, werd de naam H'ART Museum per 1 september 2023 ingevoerd. De apostrof in de naam dient om te laten zien dat het museum "vanuit het hart de nadruk op de kunst wil leggen". Het vervangen van de ingeburgerde naam 'Hermitage' riep vanuit marketingoogpunt kritiek op.

## Geschiedenis
Begin jaren negentig van de 20e eeuw onderzocht directeur Michail Piotrovski van Staatsmuseum de Hermitage in Sint-Petersburg de mogelijkheden voor dependances van dit museum in het Westen. De relatie tussen De Nieuwe Kerk en de Hermitage, gegroeid door de vele contacten tijdens de organisatie van grote tentoonstellingen, bracht de directeur van De Nieuwe Kerk, Ernst Veen, op het idee van een vestiging van het Russische museum in Amsterdam, mede ingegeven door de driehonderdjarige historische band tussen beide steden. De stichter van Sint-Petersburg, tsaar Peter de Grote, had in 1697 stage gelopen op een Zaanse scheepswerf en in de 19e eeuw was de Nederlandse koning Willem II gehuwd met de Russische tsarendochter Anna Paulowna.
Kort na de Russische invasie van Oekraïne op 24 februari 2022 besloten het bestuur en de raad van toezicht de internationale sancties tegen Rusland tijdens de Russisch-Oekraïense oorlog te respecteren. De banden met de Hermitage in Sint-Petersburg werden verbroken. De lopende tentoonstelling Russische avant-garde | Revolutie in de kunst werd daarom voortijdig gesloten.

## Amstelhof
Het museum is gevestigd in het gebouw de Amstelhof, gelegen aan de Amstel aan de gelijknamige rivier tussen de Nieuwe Herengracht en de Nieuwe Keizersgracht. Het is in 1681 in Hollands classicistische stijl ontworpen door stadstimmerman Hans Petersom. Het werd gebouwd als diaconaal verpleeghuis. Na ruim driehonderd jaar achtte de beheerder het gebouw niet langer geschikt voor verpleging en werd het in 1999 overgedragen aan de gemeente Amsterdam.
De laatste bewoners vertrokken in maart 2007, waarna de verbouwing tot tentoonstellingsgebouw naar ontwerp van architect Hans van Heeswijk op 8 mei 2007 begon. De renovatie van het carrévormige gebouw vond gefaseerd en per vleugel plaats. Enkele ruimten, zoals de kerkzaal, de regentenkamer en de historische keuken, en de statige classicistische gevels bleven gehandhaafd en werden gerestaureerd. Op 20 juni 2009 werd de Hermitage Amsterdam geopend. De renovatiekosten bedroegen ongeveer 40 miljoen euro.
Naast twee grote tentoonstellingszalen behoren ook 48 kabinetten tot het expositiegebied. Het museum heeft een groot restaurant, met een terras in de oostelijke tuin, een auditorium, drie lezingenzalen, een kerkzaal, een studiecentrum en twee winkels. Aan de achterzijde van het museum kijkt men uit op de aan de Nieuwe Herengracht gelegen monumentale huizen Het Corvershof (1722) en Amstelrank (1789) en de aan de Nieuwe Keizersgracht gelegen Hodshonhof (1876) en Van Limmikhof (1895). De door Bureau Mien Ruys ontworpen gemeenschappelijke binnentuin grenst aan het terras van het museumrestaurant Neva.

## Tentoonstellingen
In 2000 werd een onderdeel van het complex, gebouw Neerlandia aan de Nieuwe Herengracht, per direct ongeschikt verklaard voor verpleging en vervroegd aangeboden aan de Stichting Hermitage aan de Amstel. Die besloot om er eind februari 2004 de eerste fase van de Hermitage Amsterdam te beginnen, met kleine tentoonstellingen en een kleinschalig educatief aanbod, de twee pijlers van deze fase. In de bijna vijf jaar tot de afloop van de eerste fase in januari 2009 zijn zo’n 600.000 mensen komen kijken naar de tien tentoonstellingen Grieks Goud, Nicolaas & Alexandra, Venezia!, Pelgrimsschatten, Zilver. Het wonder uit het Oosten, Verzamelaars in St.-Petersburg, Perzië, Art Nouveau, St.-Petersburg in beeld en Caspar David Friedrich. De eerste fase van het museum werd ontworpen door architect Hubert-Jan Henket en interieurontwerper Wim Crouwel.
Tentoonstellingen in de Hermitage
- Aan het Russische hof (juni 2009 - januari 2010). Op de tentoonstelling waren schilderijen van tsaren en tsarina’s te zien. Onder meer het portret van de laatste tsaar, Nicolaas II, gemaakt door Ilja Repin. Ook waren er aquarellen, tekeningen, foto’s en filmbeelden. Er waren prachtige baljurken van onder meer Maria Fjodorovna, de vrouw van Alexander III, en uniformen. Ook waren er Russische vazen, beschilderd met beelden van Hollandse meesters, meubilair, waaronder de Romanov-troon, een neorococo vleugel en fotoportretten van de verklede gasten die naar een themabal kwamen. In de Herenvleugel waren speelkaarten, rijk bewerkte pijpen, programma’s van het Mariinskitheater en jachtgeweren te zien. De tentoonstelling bevatte verder kostbaarheden, juwelen en accessoires zoals bijzondere waaiers, balschoenen en parasols. Ongeveer 705.000 mensen hebben de tentoonstelling Aan het Russische hof bezocht.
- Matisse tot Malevich. Pioniers van de moderne kunst uit de Hermitage (maart - september 2010). Er waren circa 75 schilderijen geselecteerd uit de Hermitage in Sint-Petersburg, die een van de mooiste collecties Franse schilderkunst ter wereld uit het begin van de 20e eeuw herbergt. Behalve de wereldberoemde Franse meesters waren ook even beroemde Russische tijdgenoten als Malevitsj en Kandinsky vertegenwoordigd. Deze kunstenaars gelden als de pioniers van het modernisme. Bijna alle getoonde werken behoren tot de vaste presentatie in St.-Petersburg. De meeste komen oorspronkelijk uit de Moskouse verzamelingen van Morozov en Sjtsjoekin. Het was voor het eerst dat deze omvangrijke collectie avant-gardemeesterwerken in Nederland getoond werd. In de tentoonstelling kreeg het ontstaan van de moderne kunst als kunsthistorisch verschijnsel aandacht, maar vooral ook de bezieling van de kunstenaars zelf toen zij aan het begin van de 20e eeuw een revolutie in de kunst ontketenden, een cruciaal moment in de kunstgeschiedenis. Topstukken waren die van Maurice de Vlaminck en André Derain en twaalf schilderijen van Pablo Picasso (De absintdrinkster en de kubistische schilderijen Tafeltje in een café (Fles pernod en glas) en Vrouw met een waaier). Ook waren er werken van Henri Matisse (De jeu-de-boulesspelers, De rode kamer, Stilleven met blauw tafelkleed, De dans), Wassily Kandinsky (Winter, Compositie VI), Kazimir Malevitsj (Zwart vierkant) en Kees van Dongen (Vrouw met zwarte hoed).
- De onsterfelijke Alexander de Grote (september 2010 - maart 2011).
- Glans en glorie. Kunst van de Russisch-Orthodoxe Kerk (maart 2011 - september 2011).
- Rubens, Van Dyck & Jordaens. Vlaamse schilders uit de Hermitage van (september 2011 - juni 2012).
- Impressionisme: sensatie & inspiratie (juni 2012 - januari 2013).
- Vincent. Het Van Gogh Museum in de Hermitage Amsterdam (september 2012 - april 2013).
- Peter de Grote. Een bevlogen tsaar (maart 2013 - september 2013).
- Gauguin, Bonnard, Denis. Een Russische liefde voor Franse kunst (september 2013 - februari 2014).
- Expeditie Zijderoute (maart 2014 - september 2014).
- Dining with the Tsars. Breekbare schoonheid uit de Hermitage (september 2014 - maart 2015).
- Alexander, Napoleon & Joséphine (maart 2015 - november 2015).
- Spaanse meesters uit de Hermitage. De wereld van El Greco, Ribera, Zurbarán, Velázquez, Murillo & Goya (november 2015 - mei 2016).
- Hollanders van de Gouden Eeuw (november 2014 - eind 2016).
- Catharina, de Grootste. Zelfgeslepen diamant van de Hermitage (juni 2016 - 15 januari 2017).
- Romanovs & Revolutie. Het einde van een monarchie (4 februari 2017 - 17 september 2017).
- Hollandse Meesters uit de Hermitage. Oogappels van de tsaren (7 oktober 2017 - 27 mei 2018)
- Classic Beauties. Kunstenaars, Italië en de schoonheidsidealen van de 18e eeuw (16 juni 2018 - 13 januari 2019)
- De schatkamer! Meesterwerken uit de Hermitage (2 februari 2019 - 25 augustus 2019)
- Juwelen! Schitteren aan het Russische hof (14 september 2019 - 16 oktober 2020)
- Romanovs in de ban van de ridders (5 juni 2021 — 9 januari 2022)
- Russische avant-garde | Revolutie in de kunst (29 januari 2022 - 3 maart 2022)
- Dutch Heritage (- 15 mei 2022)
- Love Stories - Kunst, passie en tragedie (17 september 2022 - 8 januari 2023)

Tentoonstellingen in het H'ART Museum
- Van Rembrandt tot Vermeer, meesterwerken van The Leiden Collection (9 april 2025 - 24 augustus)
- Nieuwe oogst (16 september 2023 - 20 mei 2024)
- Julius Caesar (16 september 2023 - 20 mei 2024)
- Kandinsky (19 juni 2024 - 10 november 2024)

## Fotogalerij

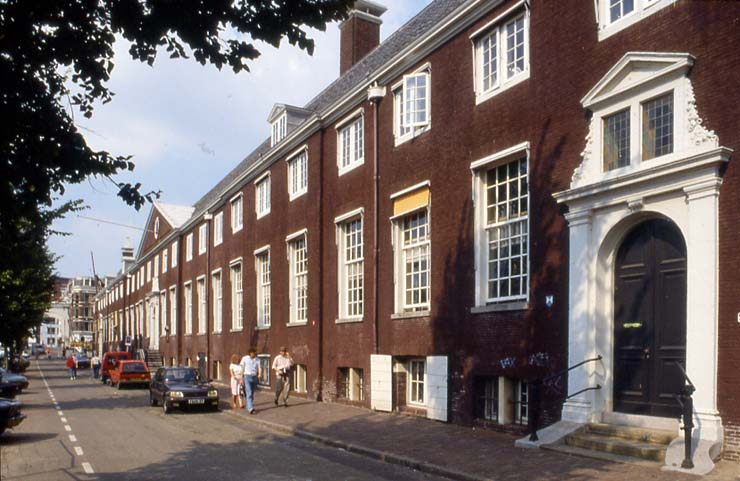
De Amstelhof voor de restauratie
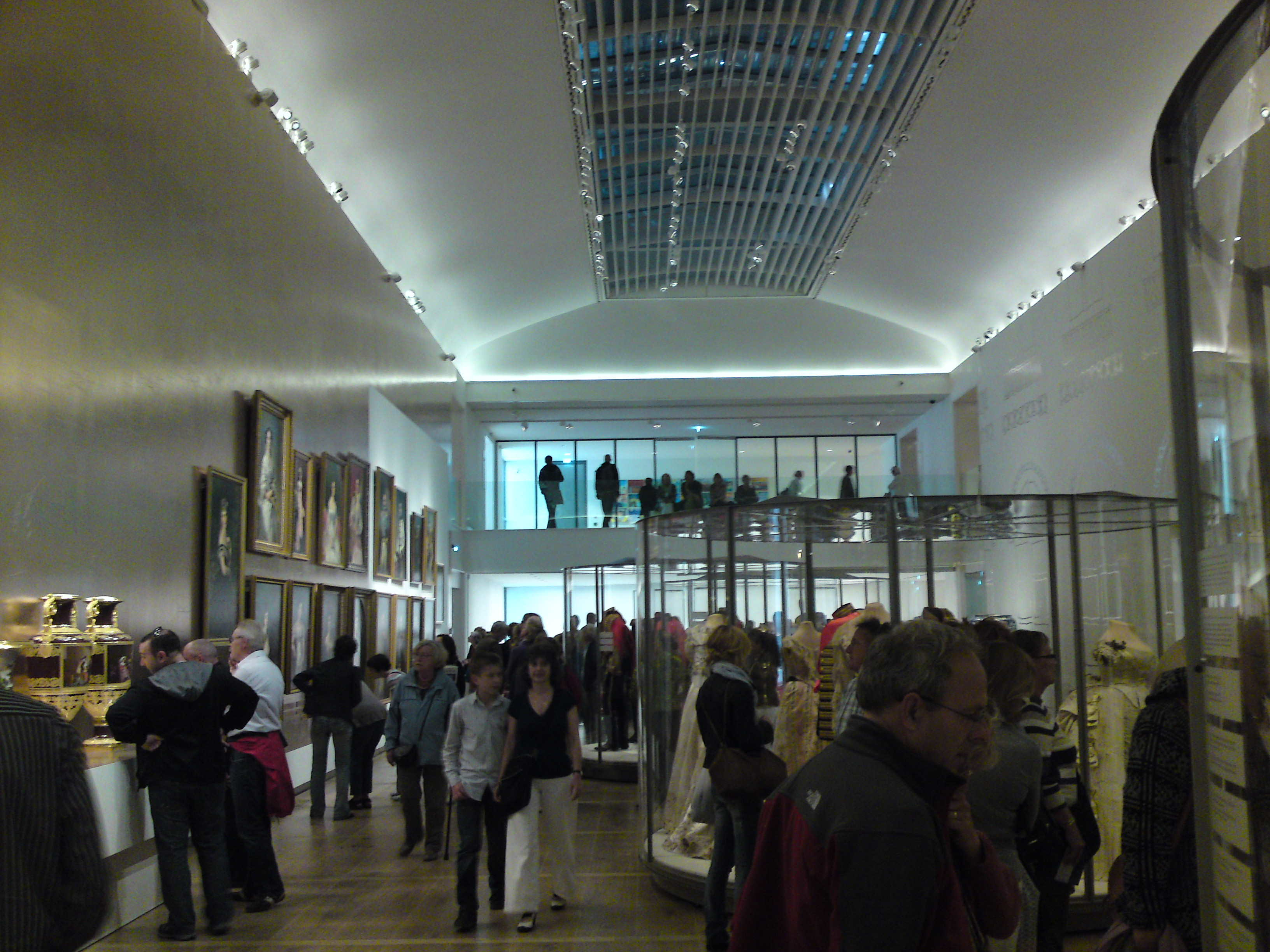
Herenvleugel (zijde Nieuwe Herengracht)
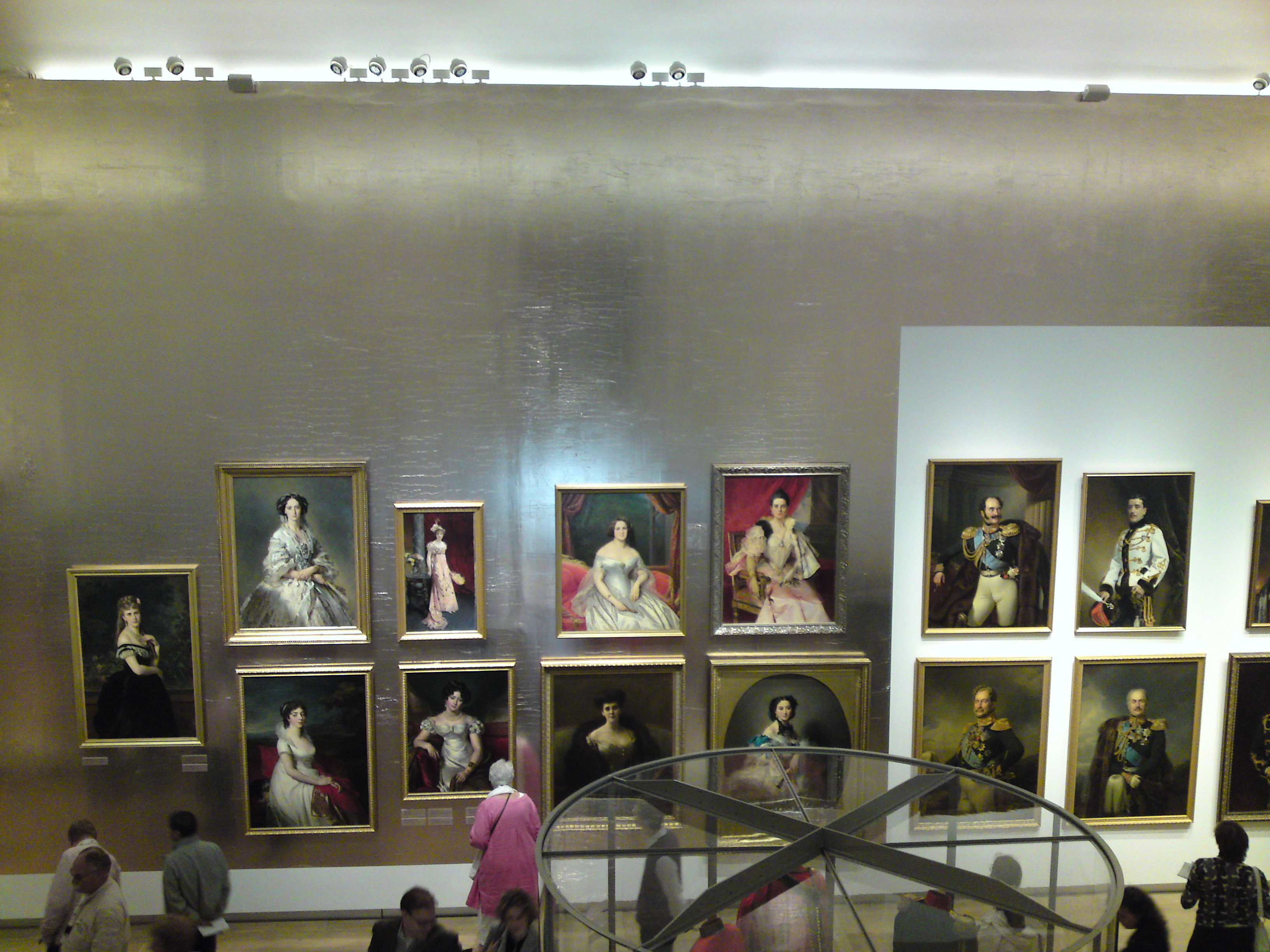
Schilderijen van Russische adel in de als balzaal ingerichte Herenvleugel
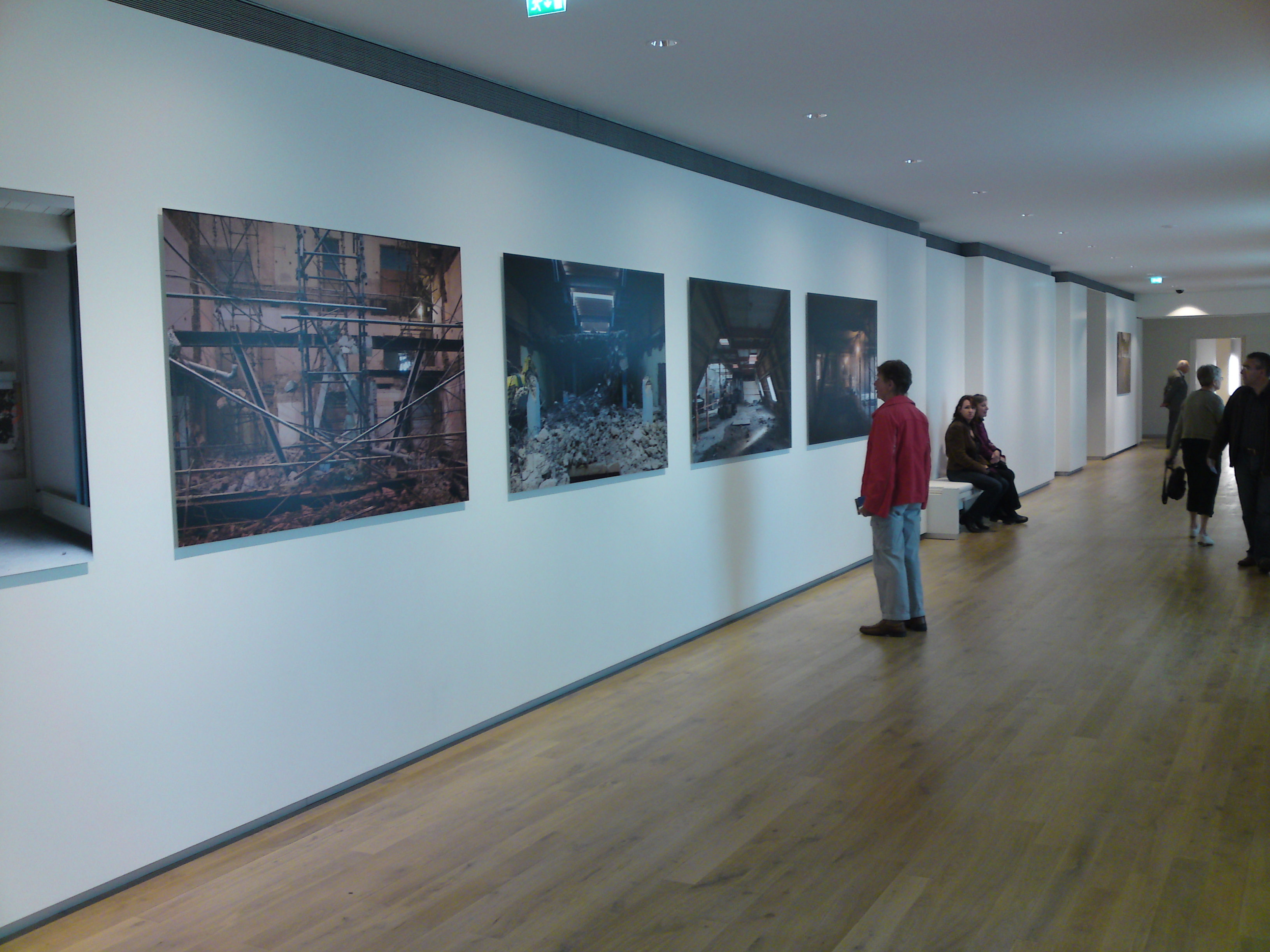
Hal naast de Keizersvleugel
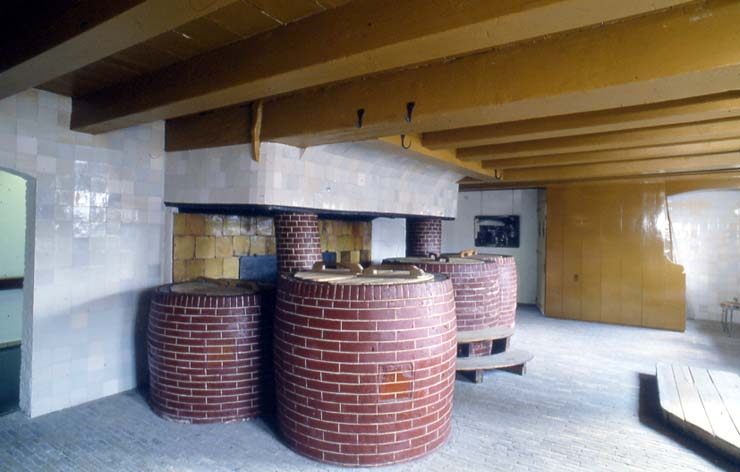
Historische keuken Foto bmz.amsterdam.nl.
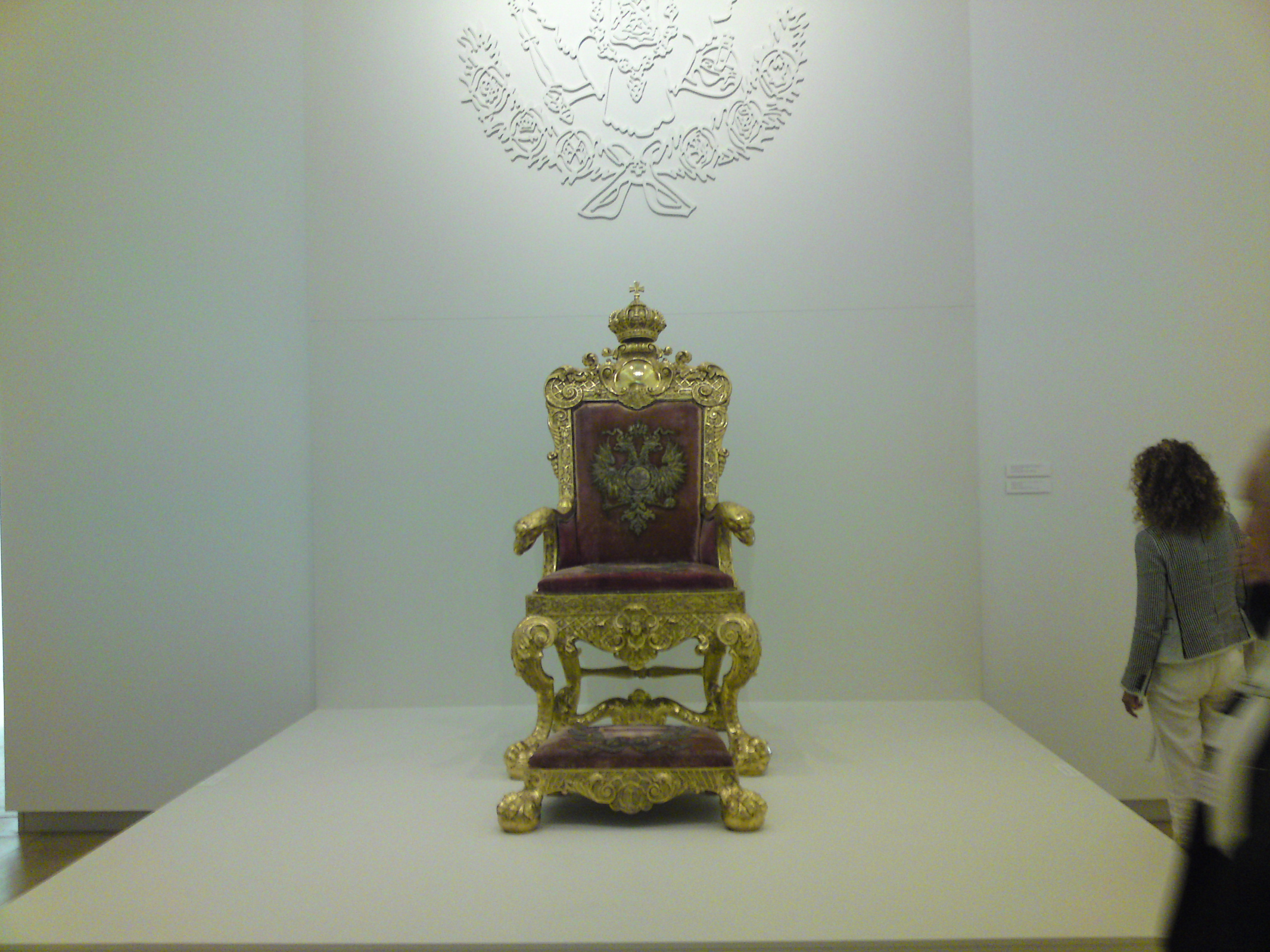
Romanov-troon (tentoonstelling Aan het Russische Hof)
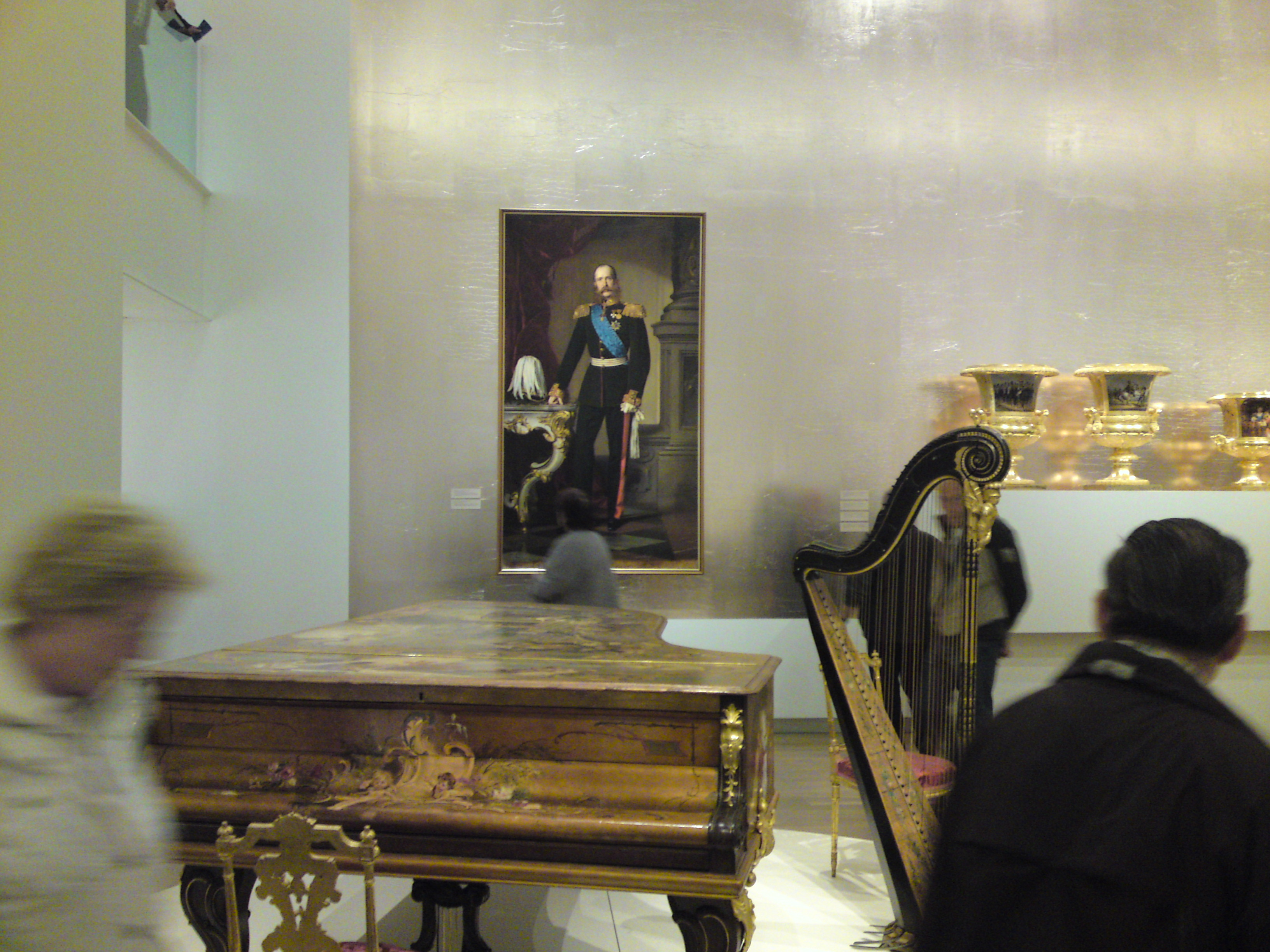
Vleugelpiano van de laatste tsarina Anna Fjodorovna
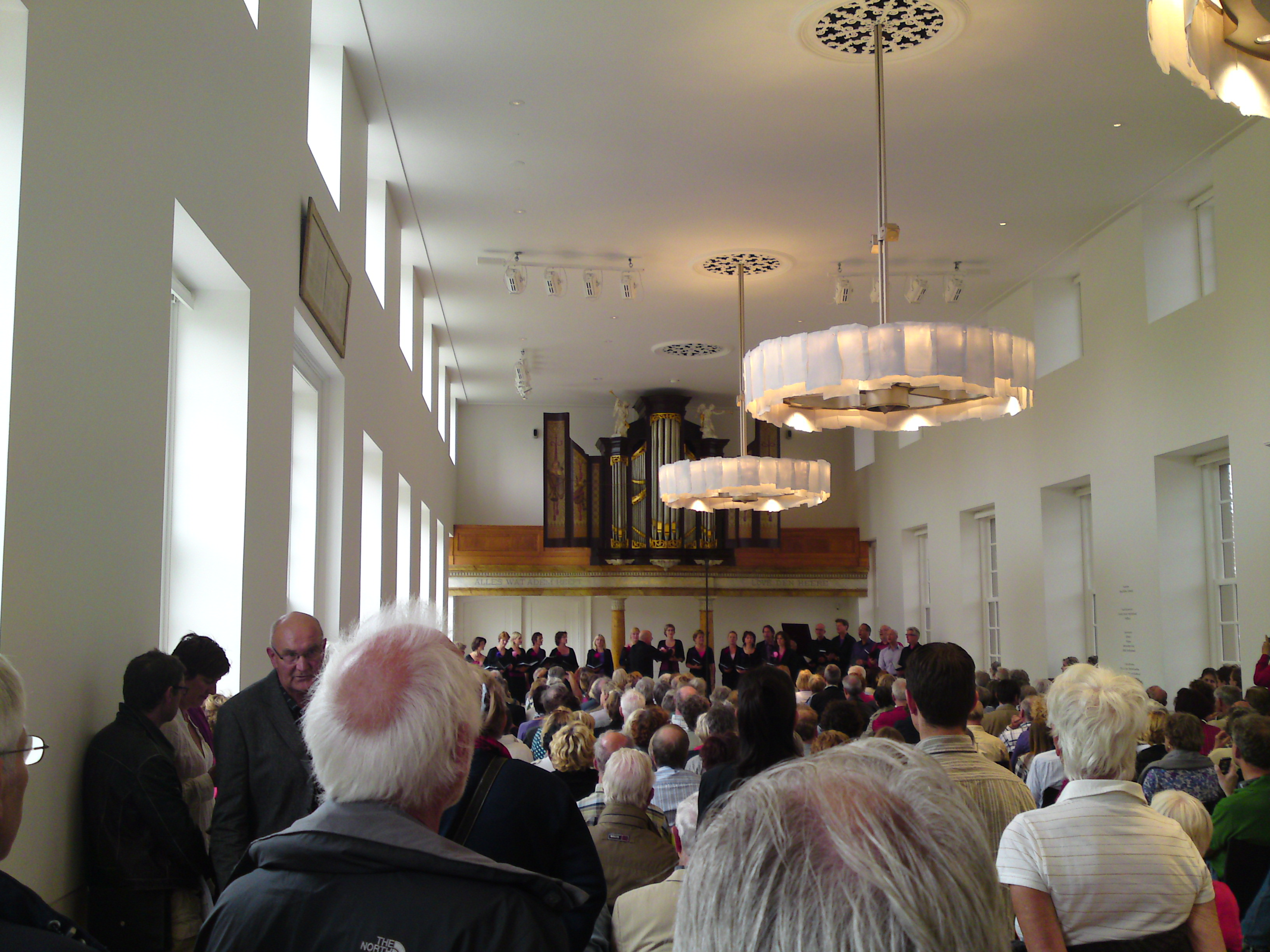
Kerkzaal
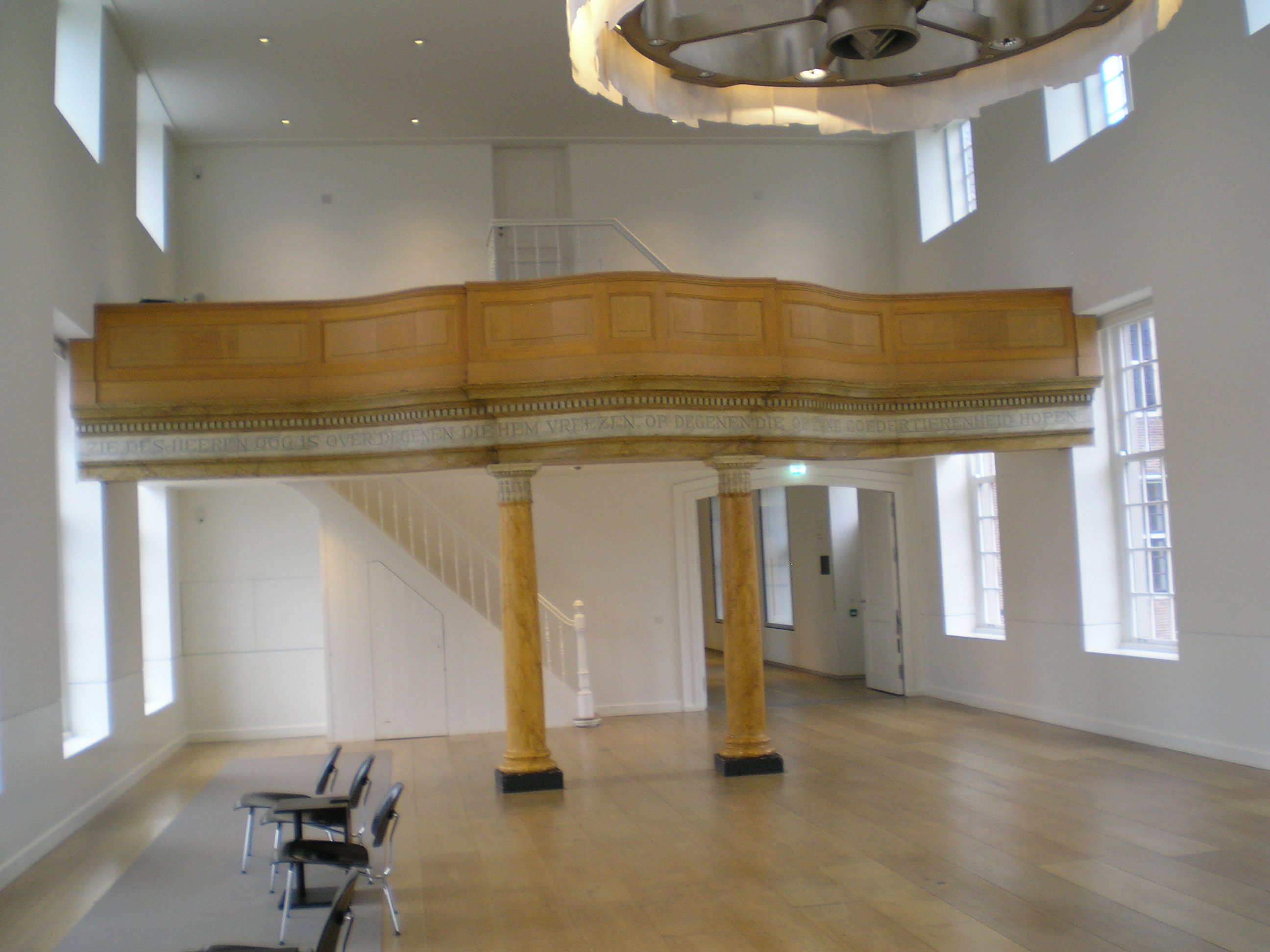
Kerkzaal
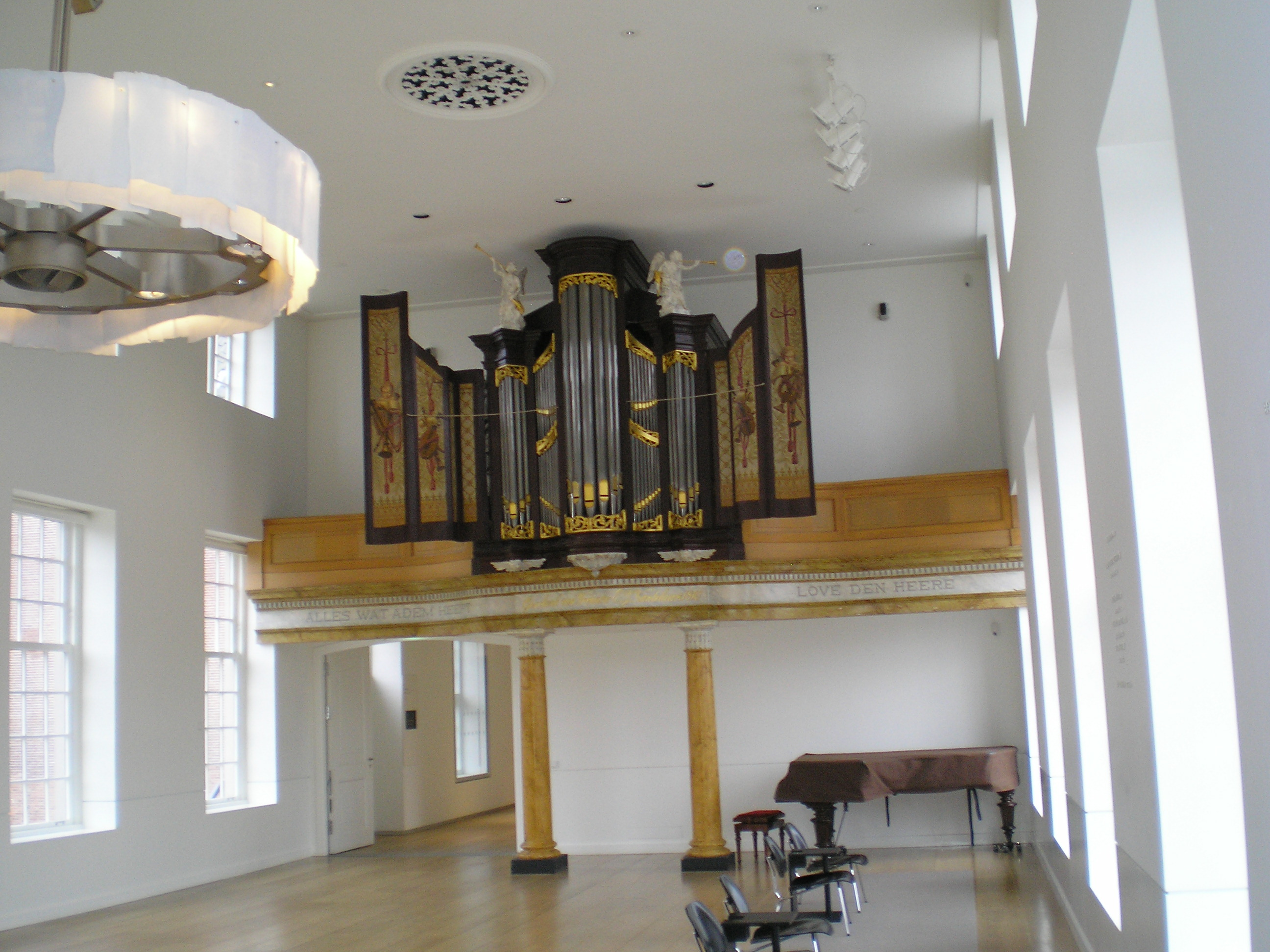
Kerkzaal met Strümphlerorgel
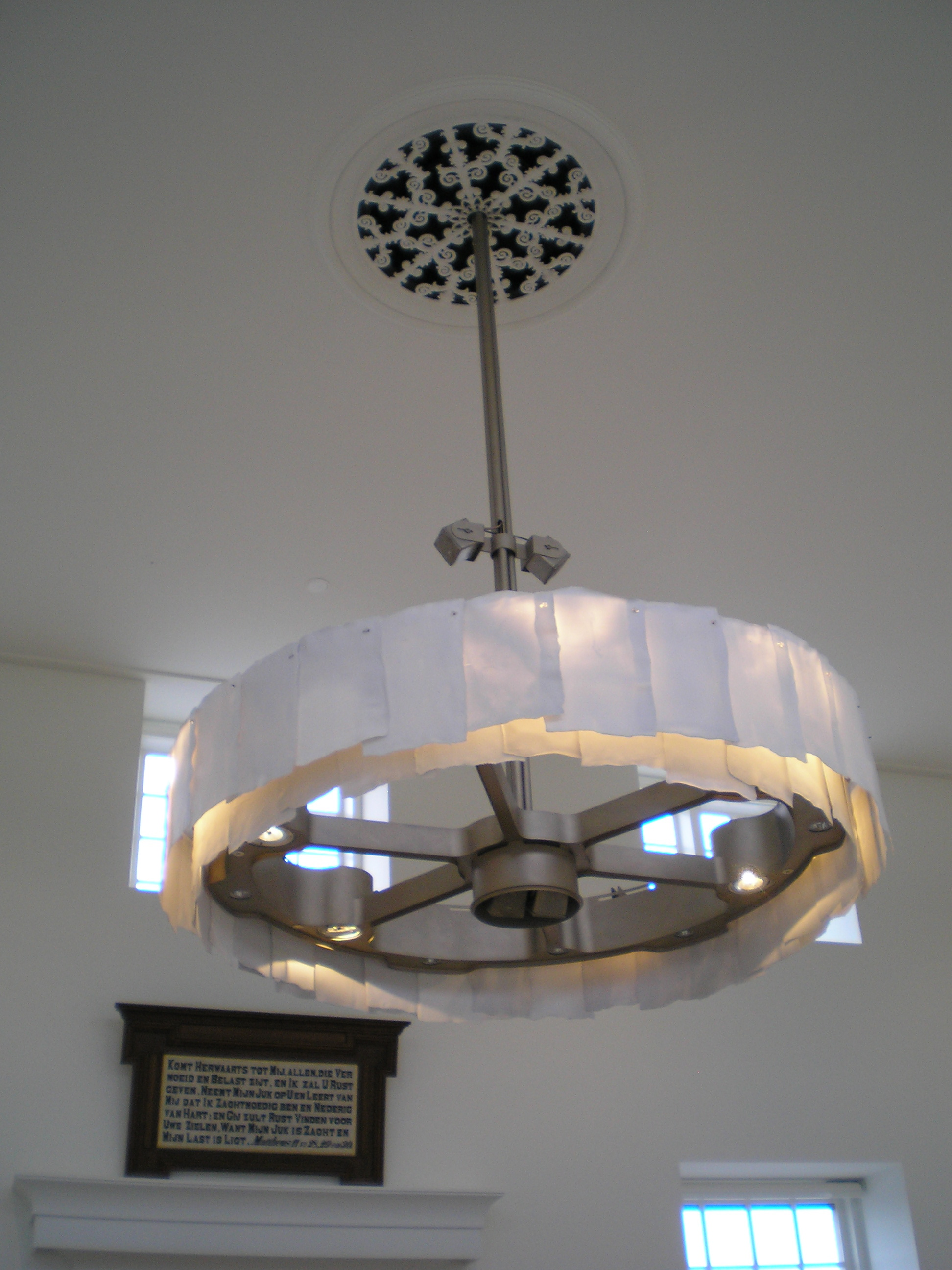
Bijzondere lamp in de Kerkzaal
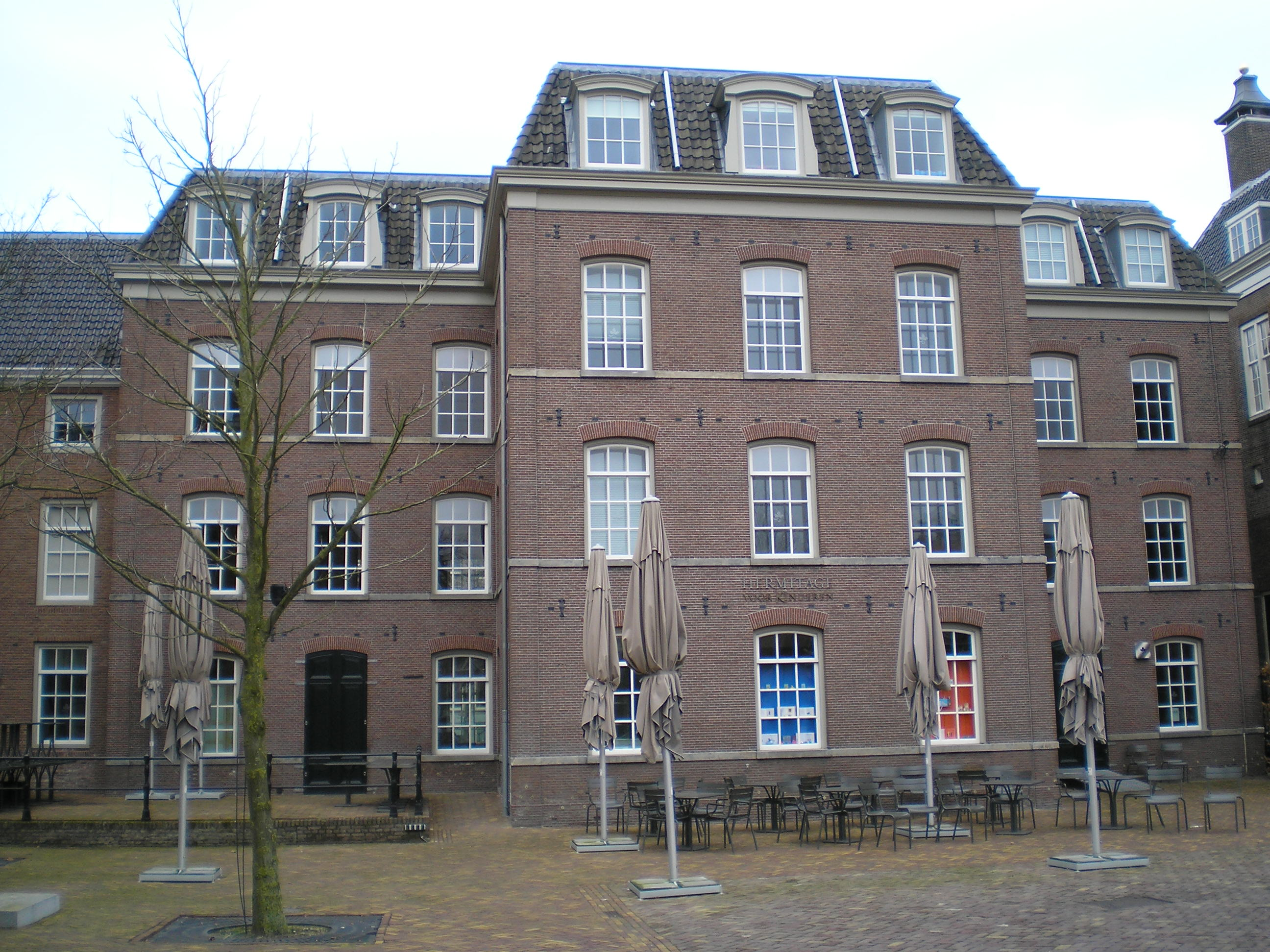
Deel van het gebouw
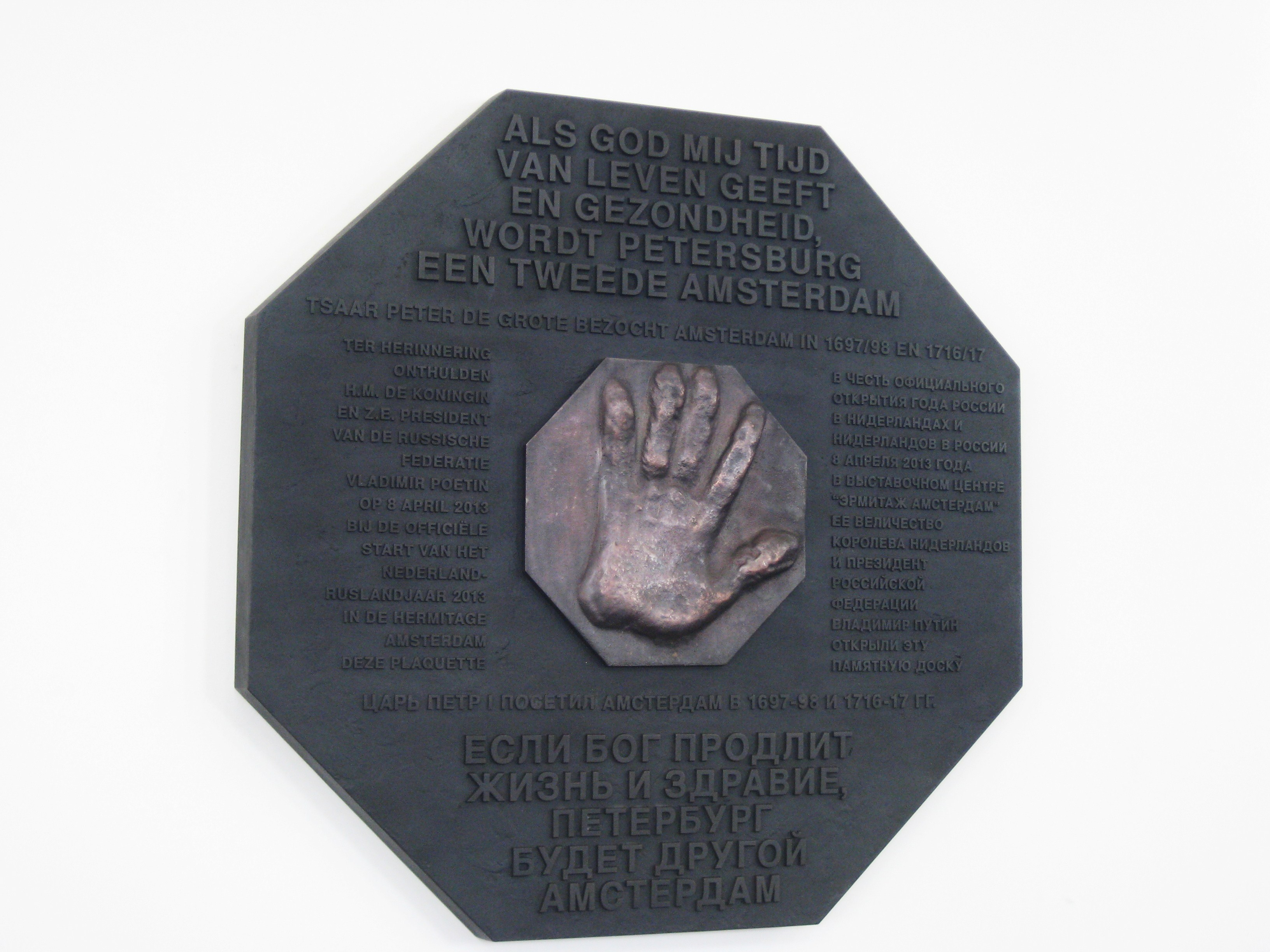
Plaquette in de Kerkzaal onthuld door Vladimir Poetin en koningin Beatrix tijdens staatsbezoek, 8 april 2013